# ねがい (バフィーのエピソード)
『ねがい』（原題：The Wish）は、『バフィー 〜恋する十字架〜』の第3シーズン第9話。
後にザンダーのフィアンセとなるアーニャ・エマーソンが登場する。

## 解説
復讐の悪魔アニヤンカが敵役として登場する。このアニヤンカの呪いで歴史が書き換わり、バフィーがこなかったサニーデールが登場してしまう。

## ストーリー
ザンダーの浮気で心身ともに傷ついたコーディリアは高級ブランド品に身を包み、コーディティに復帰する。そしてハーモニーから新しい仲間アーニャを紹介される。

### 翌日
心の傷が癒えないコーディリアはアーニャのすすめであるねがいごとをする。
放課後
コーディリアはザンダーとウィローの姿が見えないことに気づき、ハーモニーに彼らのことを尋ねる。するとハーモニーはザンダーたちがかなり以前に死んだことを伝える。
ブロンズ
ブロンズの前を歩いていたコーディリアは死んだはずのウィローとザンダーに出会う。しかし彼らはバンパイアであり恋人同士だった。
工場
マスターは人間から効率的に血を抜き出すベルトコンベアー式の工場を建設する。
バフィーはこのマスターの陰謀を防ぐべく戦うが、マスターに首の骨を折られてしまう。
図書室
ジャイルズは図書室でアニヤンカと対決し、歴史のゆがみを正すことに成功する。

## 配役
※俳優名（役名/声優名）の順。名前の下は役の簡単な説明。

### メイン・キャスト
- サラ・ミシェル・ゲラー（バフィー・アン・サマーズ / 水谷優子）
- ニコラス・ブレンドン（ザンダー・ハリス/バンパイア・ザンダー / 鳥海勝美）
- アリソン・ハニガン（ウィロー・ローゼンバーグ / バンパイア・ウィロー / 大坂史子）
- カリスマ・カーペンター（コーディリア・チェイス / 手塚ちはる）
- アンソニー・スチュワート・ヘッド（ルパート・ジャイルズ / 金尾哲夫）
- デヴィッド・ボレアナズ（エンジェル / 堀内賢雄）
- セス・グリーン（ダニエル・オズボーン / 佐々木望）

### ゲスト出演者
- マーク・メトカーフ（マスター / 麦人）
- エマ・コーフィールド(アーニャ・エマーソン / アニヤンカ / 髙月希海)
- ラリー・バグビー[4]（ラリー・ブレイスデル）
  - 本作ではスクービー・ギャングの一員として登場する。
- メルセデス・マクナブ（ハーモニー・ケンドール / 深水由美）

### 助演
- ダニー・ストロング（ジョナサン・レビンソン）
- ニコール・ビルダーバック [5]（コーディティのメンバー）
- ネーサン・アンダーソン（ジョン・リー）
- マリア・オブライエン（ナンシー）

バンパイア・スレイヤー。バフィーの前任者。
- ゲーリー・インホフ（教師）
- ロバート・コバルビアス（高校の管理人）